# Twierdza (gra komputerowa)
Twierdza (ang. Stronghold) – gra stworzona przez firmę Firefly Studios, połączenie symulatora budowy średniowiecznych zamczysk i strategii ekonomicznej polegającej na zarządzaniu miastem. 
Akcja gry toczy się w średniowiecznej Europie, a gracz zakłada nowe osady, rozbudowuje je, wznosi potężne twierdze oraz toczy batalie z udziałem różnorodnych wojsk. Nasze zamki możemy dowolnie projektować z szeregu gotowych elementów aby najlepiej pełniły funkcje, tworzymy infrastrukturę ekonomiczną i gospodarczą osady, wznosimy budynki, które zapewnią poddanym pracę, żywność i pieniądze. 
- specjalny system zarządzania zasobami - wieśniacy tworzeni są automatycznie i sami starają się znaleźć sobie zajęcie.
- wiele typów murów i wież, sprzętu obronnego.
- w kampanii, składającej się z 21 misji walczymy z czterema przeciwnikami, kampania ekonomiczna, zawierająca 5 misji, trybie wolnego budowania, który pozwala bezstresowo rozbudowywać swoje królestwo. W trybie gry wieloosobowej może uczestniczyć 8 graczy.

Na początku każdej z misji gracz musi zadbać o zapewnienie swoim poddanym pożywienia poprzez budowę sadów czy chat myśliwych. Całość zbiorów przechowywana jest w spichlerzu. Najważniejszym surowcem jest drewno, które do magazynu dostarczają drwale. Oprócz niego potrzebne są też kamienie, żelazo czy smoła, a przede wszystkim złoto.
Pierwsza gra z tej serii spotkała się ze sporym zainteresowaniem, gdyż nie koncentruje się jedynie na aspektach wojskowych. Gracz wcielał się w rolę Lorda, który zależnie od wyboru trybu gry rozbudowuje zamek, broni go czy też atakuje.

## Rodzaje misji
W Twierdzy występuje podział na część:

### Militarną
1. Kampania - do rozegrania mamy 21 misji, walczymy z 4 przeciwnikami (scenariusze połączone w jedną całość).
2. Przeprowadź oblężenie - mamy do wyboru obronę zamku, bądź jego obleganie (zamki to autentyczne budowle).
3. Przeprowadź inwazję - możemy modernizować posiadany zamek.
4. Tryb gry wieloosobowej

### Ekonomiczna
1. Kampania ekonomiczna - najważniejszy jest rozwój państwa. Zadania związane są z czystą ekonomią (gromadzenie towaru, przyrost populacji). Mamy 5 takich misji.
2. Misje ekonomiczne - rozbudowujemy naszą gospodarkę i osiągamy kolejne pułapy rozwoju.
3. Swobodne budowanie - nie ma przeciwników, zadań do wykonania, budujemy i rozwijamy państwo.
4. Możemy wybrać drużynę. Jest ich kilka: zielona, żółta, niebieska, czerwona, pomarańczowa i inne.

## Wydanie gry
Do gry Twierdza został wydany darmowy dodatek Excalibur Pack, również stworzony przez firmę Firefly Studios i wydany przez Take-Two Interactive. W grze można sprawdzić się w roli obrońców twierdz związanych z legendami arturiańskimi: Camelot, fortecy Mordreda oraz Tintagel. Dodatek ten zawiera również pięć autentycznych fortyfikacji: zamek w Edynburgu, Tower of London, Harlech, Haut-Kœnigsbourg oraz zamek Stolzenfels.
Natomiast 19 maja 2006 roku Take-Two Interactive wydało wersję specjalną Twierdzy pt. Twierdza Deluxe (ang. Stronghold Deluxe), zawierającą oprócz podstawowej wersji również dodatek Excalibur Pack. 1 listopada 2012 roku zadebiutował Stronghold HD, który umożliwia grę w rozdzielczości nawet do 2560x1600.
7 listopada 2023 roku została wydana odświeżona wersja gry - Twierdza: Edycja Ostateczna.

## Odbiór
Borys Zajączkowski z serwisu Gry-Online chwalił m.in. oprawę dźwiękową i gospodarkę, a krytykował liczbę jednostek militarnych, która jego zdaniem mogłaby być nieco większa.